# Ansvar (film)
Ansvar er en dansk kortfilm fra 1999 instrueret af Nønne Katrine Rosenring.

## Handling
Konfronteret med sin ældre brors ønske om at tage sit eget liv, må en ung mand beslutte om hans kærlighed skal stå i vejen for broderens ønske, eller hjælpe ham til at vælge døden.

## Medvirkende
- Klaus Tange
- Albert Bendix